# Gornja Dobrinja
Pour les articles homonymes, voir Dobrinja.
Gornja Dobrinja (en serbe cyrillique : Горња Добриња) est un village de Serbie situé dans la municipalité de Požega, district de Zlatibor. Au recensement de 2011, il comptait 428 habitants.

## Histoire

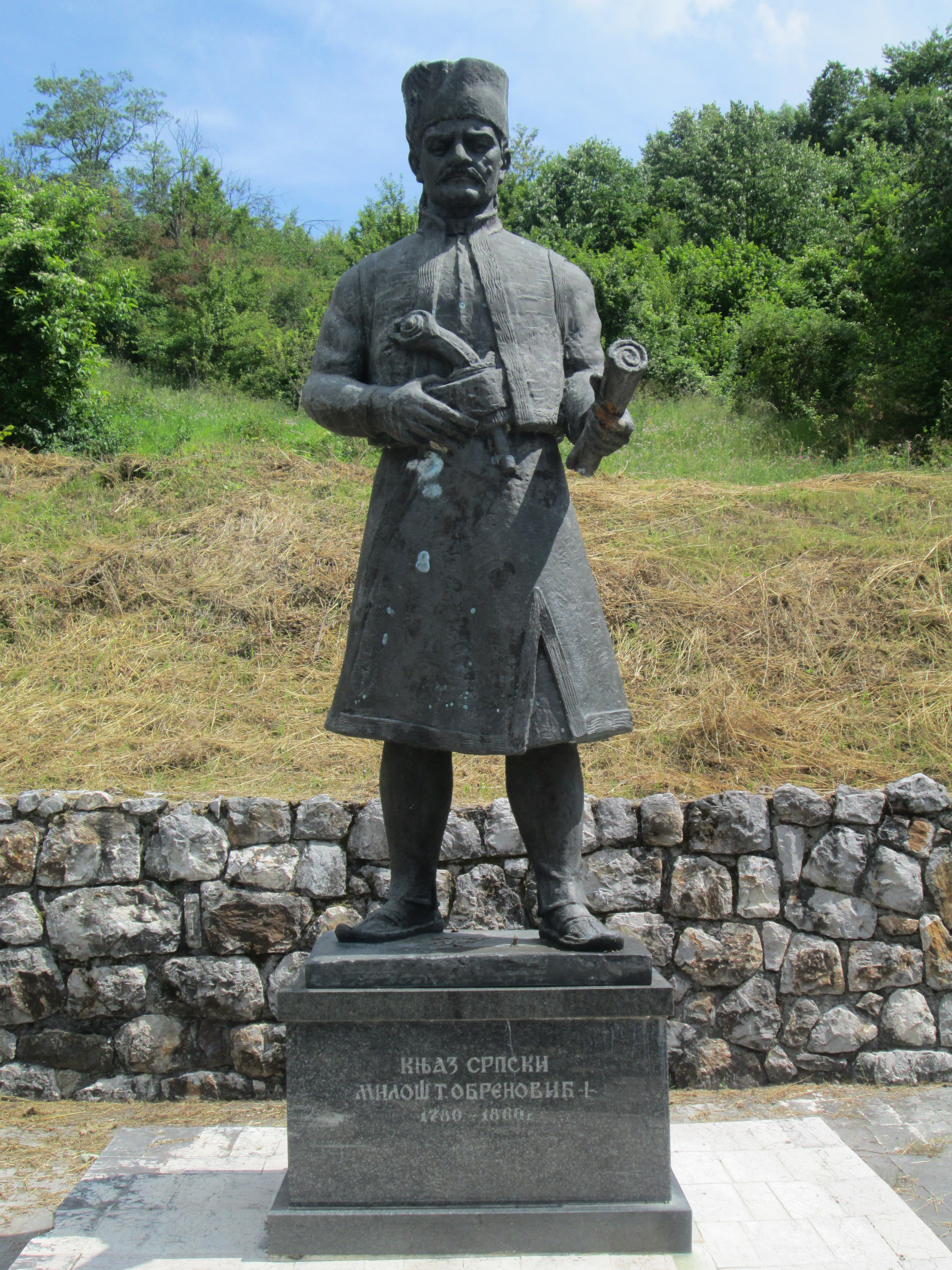
Le monument du prince Miloš Obrenović à Gornja Dobrinja

Le prince Miloš Obrenović (1780-1860), qui fut le chef du second soulèvement serbe contre les Ottomans et qui fut le premier souverain de la principauté de Serbie autonome vis-à-vis de la Sublime Porte, est né à Gornja Dobrinja ; une statue a été érigée en son honneur dans le village. L'église Saint-Pierre-et-Saint-Paul a été construite en 1822 ; elle est aujourd'hui classée sur la liste des monuments culturels de Serbie.

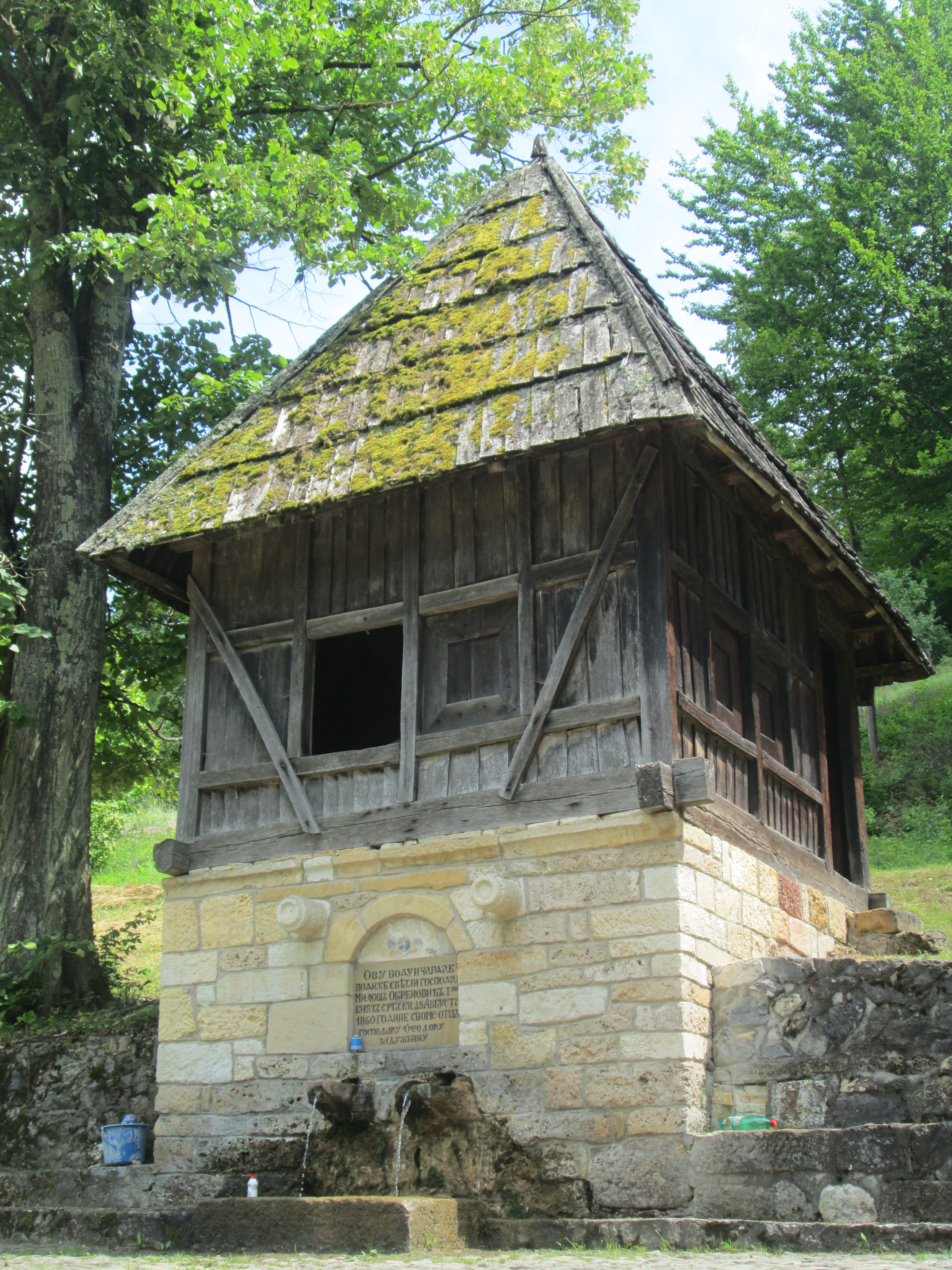
Čardak et fontaine, don du prince Miloš Obrenović

## Démographie
| 1948 | 1953 | 1961 | 1971 | 1981 | 1991 | 2002 | 2011 |
| ---- | ---- | ---- | ---- | ---- | ---- | ---- | ---- |
| 891  | 890  | 820  | 753  | 664  | 595  | 505  | 428  |

|  |